# Moonblaster
Moonblaster is een softwarepakket voor MSX-computers om muziek mee te schrijven voor FM-PAC/MSX-MUSIC, Music Module/MSX-AUDIO of beide.

## Introductie
In het begin van de jaren 90 van de 20e eeuw was er een levendige MSX-scene in Nederland. De release van FAC Soundtracker had ervoor gezorgd dat deze scene zich wat meer met MSX-muziek ging bezigen. Het gevolg was dat muziekdiskettes en alternatieve trackers als paddenstoelen uit de grond schoten. FAC Soundtracker bleef echter de dominante tracker, alhoewel de gebreken geen geheim waren. Het was een fijn programma om mee te werken, maar het ontbrak simpelweg aan functionaliteit. De alternatieve trackers van die tijd boden vaak wel (een deel van de) extra functionaliteit maar konden de Soundtracker-gebruikers zelden tot nooit overnemen omdat die alternatieven hun eigen gebreken hadden, bijvoorbeeld in de gebruikersinterface. Een van de demogroepjes uit die tijd, Moonsoft, vond dat dit niet langer kon en ging zelf aan een nieuwe tracker werken dat alle andere trackers uit die tijd zou gaan vervangen zonder een comfortabele interface te moeten ontberen: Moonblaster.

## Moonblaster

### Het pakket
Moonblaster werd verkocht door Stichting Sunrise, en werd geleverd in een grote plastic box met daarop een cover die door een kind met potlood leek te zijn getekend. In deze box zaten een handleiding en drie diskettes: het Moonblaster-programma, een diskette met voorbeeldmuziek en een diskette met ADPCM-samples.

### Stereo
Het programma had als doel om de gebruiker muziek te laten maken voor FM-PAC/MSX-MUSIC, Music Module/MSX-AUDIO of beide. Het feit dat twee verschillende chips tezamen konden worden aangestuurd werd gepromoot als stereo. Feitelijk moest de gebruiker zelf ervoor zorgen dat de twee muziekchips naar een versterker gingen waarbij de ene chip links en de andere chip rechts uit de speakers zou moeten komen. Deze muziekchips waren intrinsiek mono en hadden geen invloed op elkaar, de mate van stereo was dus maximaal: links en rechts een verschillende klank.

### De tracker
Moonblaster is een verticale tracker waarbij elke pattern maximaal 16 steps lang is. Het aantal kanalen in een pattern was 14: 9 voor de FM kanalen, 1 voor FM drums (alleen FM-PAC/MSX-MUSIC), 3 voor het ADPCM kanaal (sample, pitch en volume) en 1 kanaal voor globale zaken: tempo changes, pattern end, transpose, FM drumset en drie trigger commando's die relevant waren voor gebruik van de muziek in andere programma's. De gehele pattern van 16 steps en deze 14 kanalen stond in z'n geheel op het scherm, de ruimte die over was op het scherm werd benut voor velden met songtitel, globale informatie over de muziek en kanaal-VU-meters.
Op een kanaal was er slechts ruimte voor een enkel event per step. Een event kon een noot zijn, maar ook een volumeverandering of wisseling van instrument. In vergelijking met het aantal events per step van een module-tracker was dat erg weinig, maar de MSX was nu eenmaal geen grote computer en meerdere events per step zou een nadelige invloed hebben op het geheugengebruik en de CPU-belasting.

### Pattern-Position editor
Moonblaster maakte gebruik van een pattern-position systeem. In dit systeem kon de gebruiker een aantal patterns vullen met muzikale informatie en in een ander deel van Moonblaster deze patterns rangschikken. In tegenstelling tot bijvoorbeeld FAC Soundtracker hoefde een refrein dus maar eenmalig gemaakt te worden, deze kon in de pattern-position editor meerdere malen aangeroepen te worden. Dit scheelde hoofdzakelijk geheugenruimte, of de gebruiker het ook sneller vond werken was voor iedereen weer verschillend. Het impliceert namelijk wel dat als de gebruiker slechts een enkele noot anders wilde in een herhaling van zo'n refrein, dat voor die noot een nieuwe pattern gedefinieerd moest worden, de voortgang van een muziekstuk werd op die manier wel redelijk gefragmenteerd voor de gebruiker. Indien er niet werd gekozen voor het veelvuldig herhalen van patterns en alle muzikale informatie simpelweg achter elkaar werd neergezet kon er met een gebruikelijk tempo ongeveer twee-en-een-halve minuut muziek gemaakt worden.

### Pattern functionaliteit
Moonblaster was een redelijk compleet pakket voor die tijd. Een overzicht van de functionaliteit voor FM/AM instrumenten in de pattern editor:
- volume change
- instrument change
- brightness change[1]
- detune
- pitchbend
- note link (direct de pitch van een noot veranderen zonder nieuwe noot aanslag of portamento)
- vibrato

Van de vijf FM drums van de FM-PAC/MSX-MUSIC konden volume en frequentie worden aangepast. Deze drums werden echter opgewekt door middel van in totaal 6 operatoren, omdat sommige drumklanken een operator gebruikten die ook in andere drum klanken werd gebruikt, was 't onvermijdelijk dat het veranderen van de frequentie van een drumklank ook een andere drumklank mee veranderde.  In Moonblaster konden drie sets met FM-drumfrequenties worden gedefinieerd en in de pattern editor kon men wisselen tussen deze drumsets. Het was bijvoorbeeld mogelijk –en het werd bij sommige gebruikers zelfs gangbaar– om aparte drumsets voor bassdrums, snaredrums en hihats te definiëren, en voortdurend van drumset te wisselen in de song.

### Sample functionaliteit
De sample editor van Moonblaster was eenvoudig. Men kon zelf klanken opnemen met de ingebouwde sampler van de Music Module/MSX-AUDIO. Een aardig aspect van Moonblaster was dat de lengte van een sample aangepast kon worden. Een korte hihat hoefde daardoor niet meer geheugen te kosten dan strikt noodzakelijk was. In FAC Soundtracker waren er blokken-sample geheugen met een vaste –vaak verspillende– lengte, Moonblaster boekte daarmee een flinke vooruitgang.

### Voice editor
Met Moonblaster was het mogelijk om zelf FM/AM klanken te definiëren. In vergelijking met professionele FM synthesizers uit die tijd was de voice editor van Moonblaster gebruiksvriendelijk en duidelijk te noemen.

### Gebruik buiten Moonblaster
Replayers werden meegeleverd waarmee men in een eigen programma Moonblastermuziek kon gebruiken. Ook voor BASIC was dit mogelijk middels enkele eenvoudige commando's, BASIC-programmeurs konden hierdoor allerlei toepassingen maken waar muziek achter zat.

## Impact op de MSX-scene
Kort na de release van Moonblaster nam het pakket de fakkel over van FAC Soundtracker als dominante tracker. Zorgde FAC Soundtracker destijds al voor een behoorlijke toename in de hoeveelheid scene muziek, met het uitbrengen van Moonblaster nam deze activiteit alleen maar toe. De gekte rondom het maken van alternatieve trackers nam ook af, met Moonblaster leek perfectie te zijn bereikt.

## De MCCM recensie
De auteur van FAC Soundtracker schreef indertijd diverse artikelen over muziek en geluid op MSX voor het tijdschrift MSX Computer & Club Magazine (MCCM). Toen MCCM Moonblaster ter recensie aangeleverd kreeg zat daar het verzoek bij om deze niet te laten recenseren door deze auteur om redenen van objectiviteit. De recensie werd uiteindelijk toch door deze recensent gedaan met slechts een gematigd enthousiasme als conclusie, in een tijd dat de gebruikers die het pakket al hadden er laaiend enthousiast over waren.

## Moonblaster in perspectief
Moonblaster was een pakket dat naadloos aansloot op de wensen van de scene. Vanuit modern oogpunt echter was de tracker eenvoudig te noemen. De keuze om slechts een enkel event per step toe te laten is afdoende bij eenvoudige muziek, bij de wat complexere muziek kan het echter een beperking vormen. De keuze om met een enkel kanaal twee verschillende chips aan te sturen lijkt aardig maar zal niet altijd werken. De keuze om de Programmable sound generator (PSG) nagenoeg niet te ondersteunen is een gemis opvallend, aangezien gedurende de ontwikkeling van Moonblaster bepaalde Japanse MSX games populair waren vanwege de goede combinatie van FM-PAC/MSX-MUSIC en PSG. Wel zijn er enkele PSG-drums beschikbaar die de FM-drums kunnen complementeren of vervangen. De kwaliteit is echter niet van dien aard dat gebruikers dit ook gingen doen. Omstreeks of voor 2008 lijkt het gebruik van Moonblaster, dan wel de combinatie FM-PAC/MSX-MUSIC en Music Module/MSX-Audio, afgenomen of volledig opgehouden te zijn.
Desalniettemin heeft Moonblaster in de midden jaren 90 een belangrijke stempel gedrukt op het muziekaspect van de MSX-demoscene, nog meer dan FAC Soundtracker dat eerder deed in de vroege jaren 90. Moonblaster zou uiteindelijk nog als uitgangspunt gebruikt worden voor Moonblaster-Wave en Moonblaster-FM, de meegeleverde software voor de Moonsound, een OPL4 cartridge voor MSX. Deze cartridge, en dus ook deze software (echt bruikbare alternatieven waren er niet), werd in 2008 nog steeds gebruikt. Hiermee zou de Moonblaster-familie uiteindelijk gezien kunnen worden als een van de meest gebruikte MSX-scene tools.